# Spin bowling
Spin bowling – w krykiecie styl rzucania piłki w którym bowler rzucający piłkę ze stosunkowo niewielką prędkością (zazwyczaj pomiędzy 70 a 90 km/h) nadaje jej rotację sprawiając, że już w locie porusza się ona po krzywej, a po odbiciu od pitchu zazwyczaj poważnie zmienia kierunek ruchu.
Dwie podstawowe techniki spin bowlingu to wrist spin i finger spin, rzucający techniką wrist spin nadają piłce rotację ruchem nadgarstka, rzucający techniką finger spin podkręcają piłkę trzymając ją w palcach. Wrist spin jest techniką znacznie trudniejszą do opanowania, a rzucający nią podkręcają piłkę dużo bardziej od bowlerów finger spinowych.
W zależności od tego której ręki używają rzucający wrist spinnerzy czy finger spinnerzy tradycyjnie noszą oni różne nazwy:
- praworęczny finger spin to off spin
- leworęczny finger spin to left arm ortodox
- praworęczny wrist spin to leg spin
- leworęczny wrist spin to left arm unortodox

W każdym powyższych stylów istnieje wiele odmian rzutów, najczęściej używane z nich to:
- Arm ball
- Chinaman
- Doosra
- Flipper
- Googly
- Leg break
- Off break
- Slider
- Topspinner